# Estadio Internacional Otunba Dipo Dina
El Estadio Internacional Otunba Dipo Dina es un estadio multipropósito ubicado en el poblado de Sagamu de la ciudad de Ijebu Ode del Estado de Ogun en Nigeria.

## Historia
Fue inaugurado en 2006 con el nombre Estadio Gateway, cuenta con capacidad para 20.000 espectadores y es la sede del FC Ebedei desde su creación, utilizado principalmente para el fútbol.
En el 2008 fue remodelado luego de ser elegido como una de las sedes de la Copa Mundial de Fútbol Sub-17 de 2009, en el cual fue escenario de tres partidos del torneo, uno de octavos de final y uno de cuartos de final.
El estadio cambió su nombre por el que tiene actualmente en homenaje a Otunba Dipo Dina, político asesinado en ese año.

## Galería

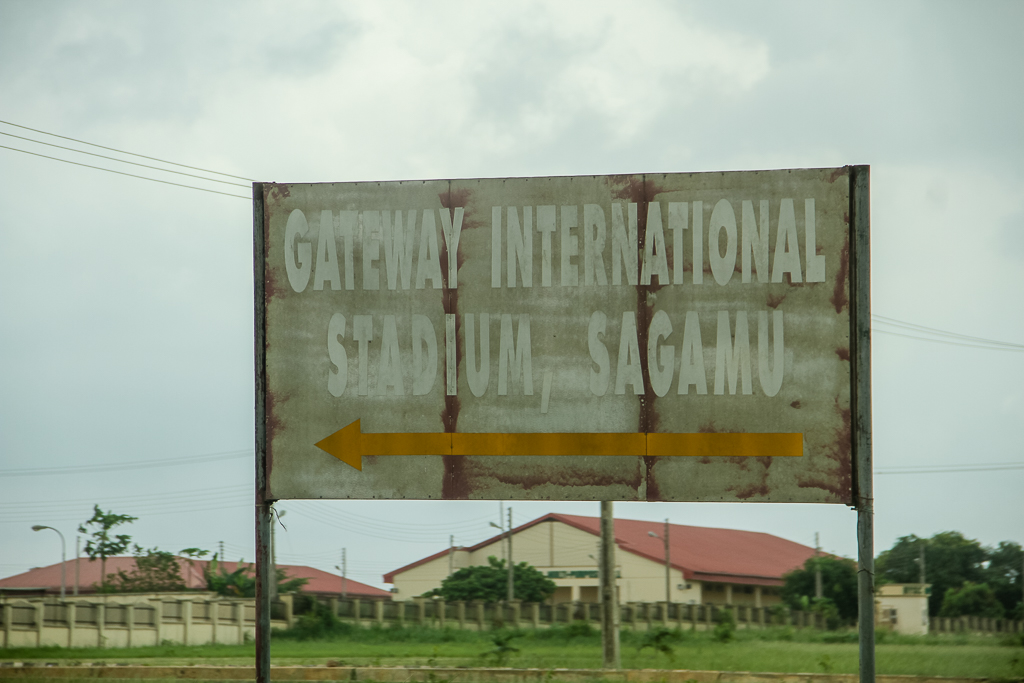
Señalización del Estadio Gateway.
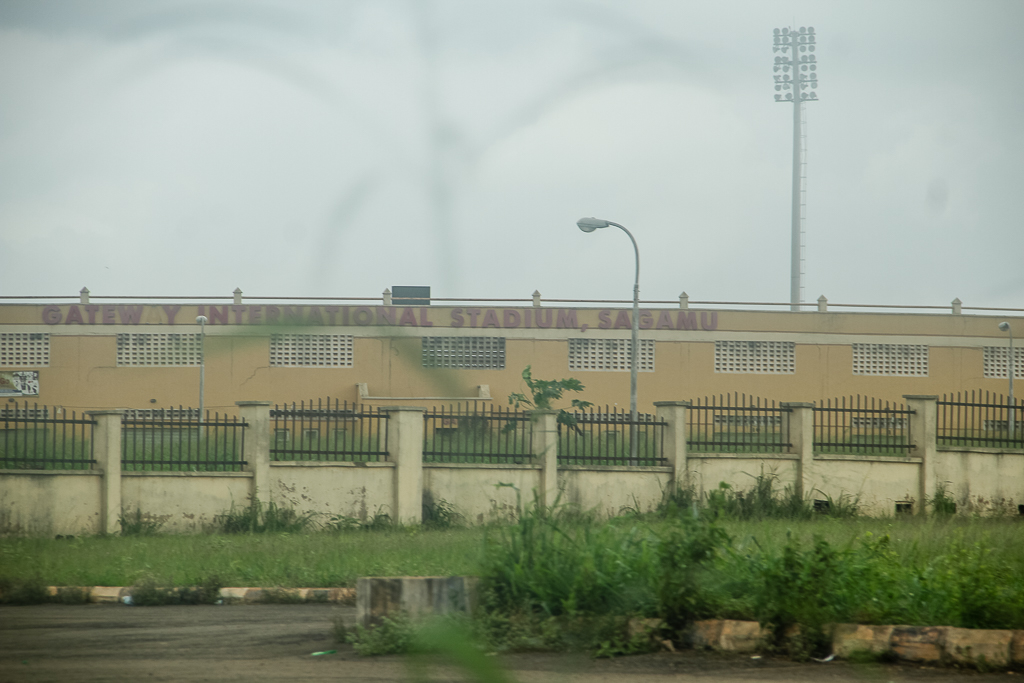
Vista externa del Estadio Gateway.
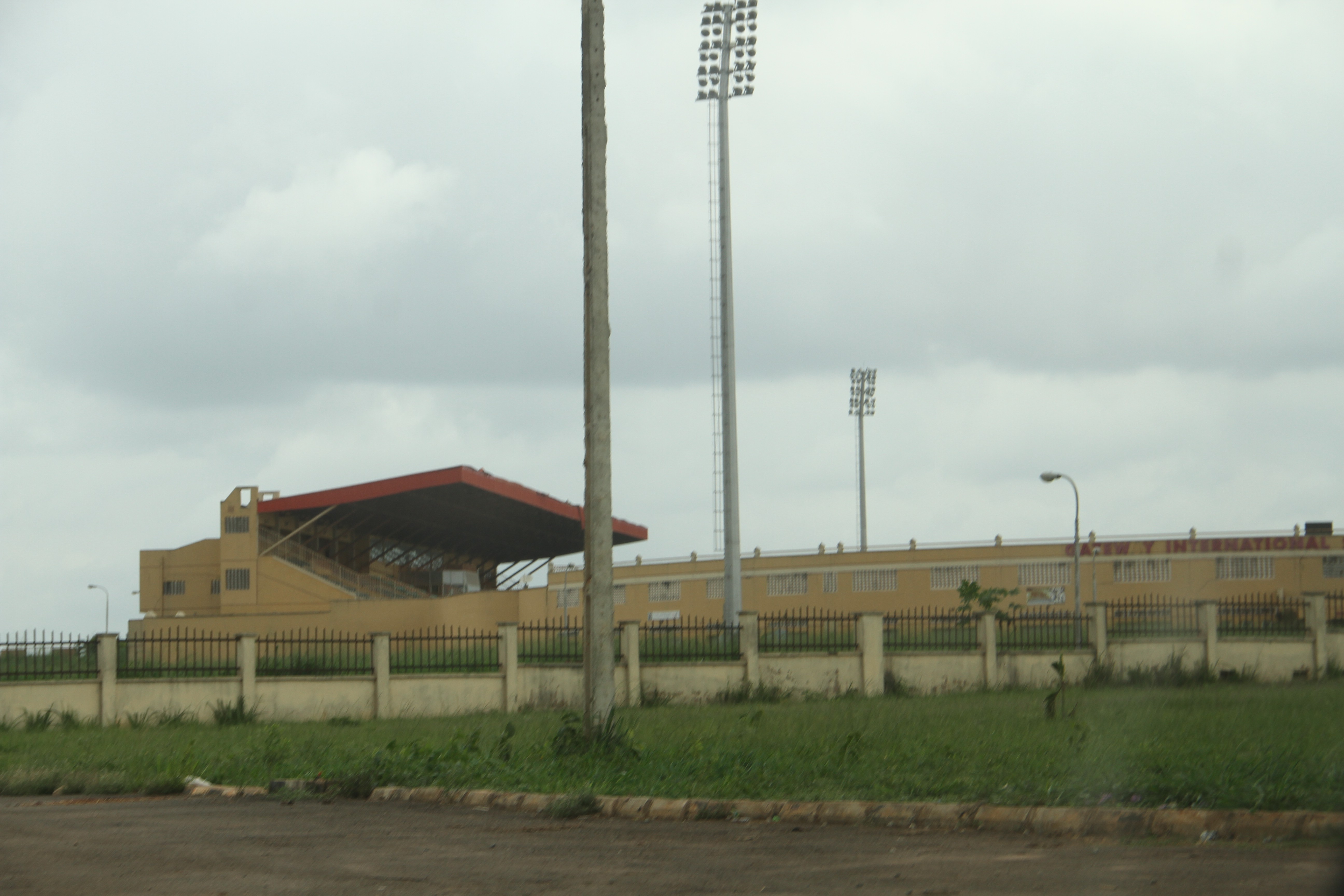
Vista Lateral.
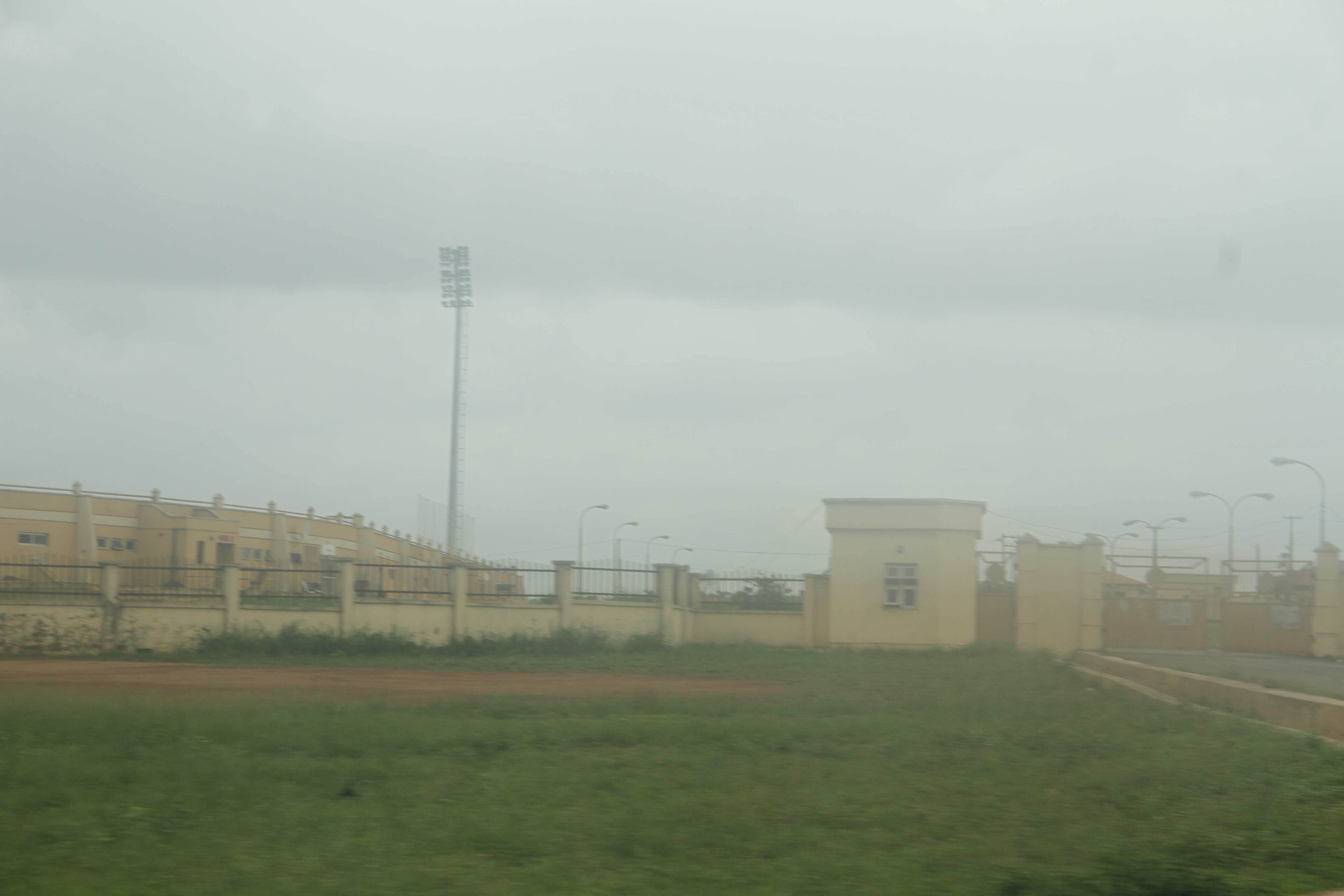
Vista desde uno de los arcos.
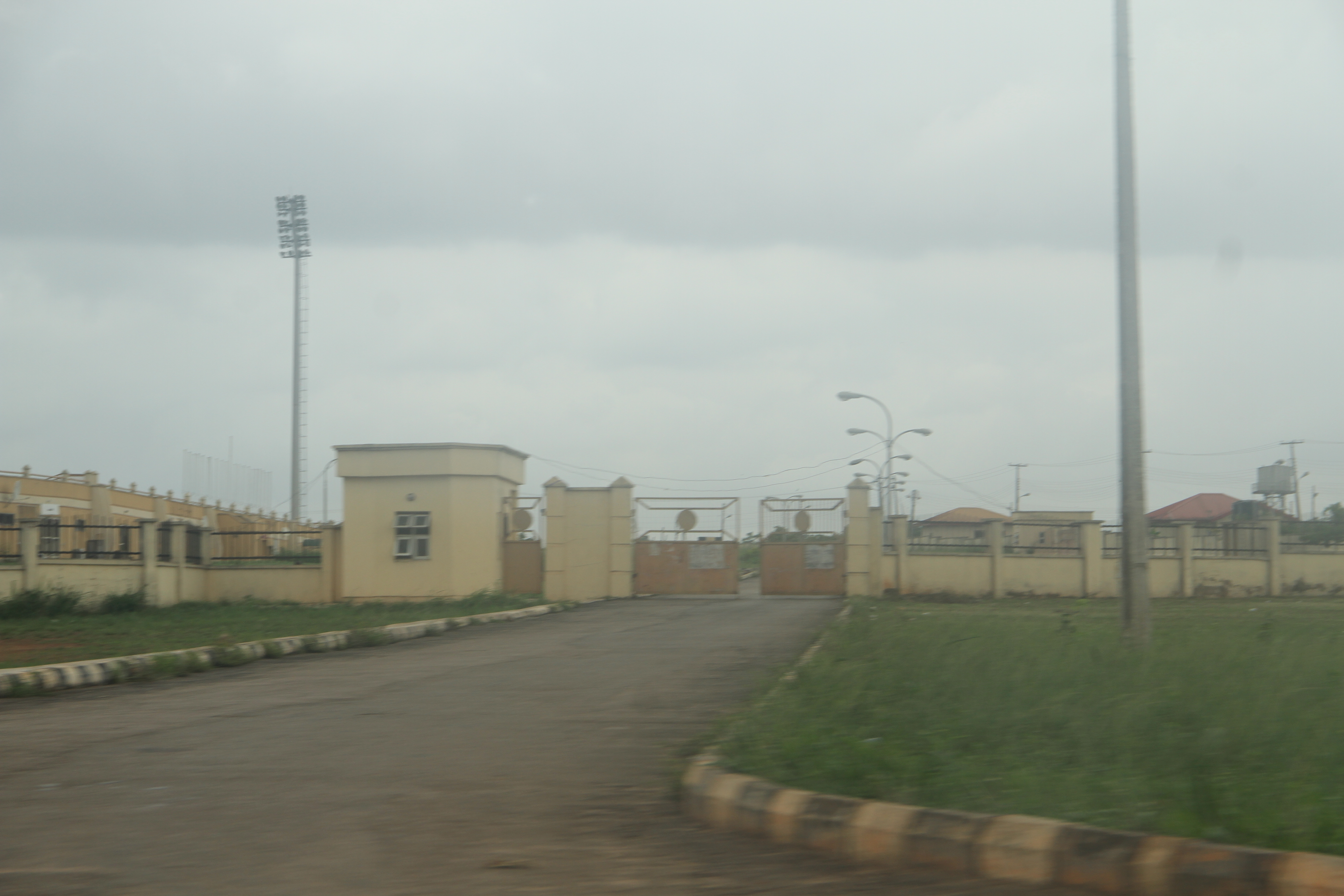
Entrada Principal.